# Веремко Сергій Миколайович
Сергій Миколайович Веремко (біл. Сяргей Мікалаевіч Верамко, рос. Сергей Николаевич Веремко, 16 жовтня 1982, Мінськ) — білоруський футболіст, воротар футбольного клубу «Мінськ» та, в минулому, національної збірної Білорусі.

## Досягнення

### Командні
- Срібний призер Першої ліги чемпіонату України (1):

Арсенал (Харків): 2004-05
- Чемпіон Білорусі (5):

БАТЕ: 2008, 2009, 2010, 2016, 2017
- Володар Кубка Білорусі (2):

БАТЕ: 2009-10
«Торпедо-БелАЗ»: 2022-23
- Володар Суперкубка Білорусі (2):

БАТЕ: 2010, 2017

### Особисті
- Тричі включався в список 22 найкращих футболістів Білорусі (2007, 2008, 2009)
- Найкращий воротар Чемпіонату Білорусі: 2007, 2008, 2009